# فابیو لیونه
فابیو لیونه (به ایتالیایی: Fabio Lione) با نام اصلی فابیو توردیلیونه (به ایتالیایی: Fabio Tordiglione) و نام هنری جو تری (به انگلیسی: Joe Terry) (زادهٔ ۹ اکتبر ۱۹۷۳، پیزا، ایتالیا) خوانندهٔ ایتالیایی گروه‌های پاور متال راپسودی آو فایر و ویژن دیواین است و پیشتر نیز خوانندهٔ گروه‌های آتنا و لابیرنت بوده است. او همچنین به عنوان خوانندهٔ مهمان چند آهنگ را با گروه‌های مختلف ضبط کرده و به عنوان جایگزین موقت روی خان، خوانندهٔ گروه کملوت، این گروه را در تور آلبوم Poetry for the Poisoned همراهی نمود.

## فعالیت‌های هنری

### لابیرنت و آتنا
فابیو لیونه در سال ۱۹۹۱ به گروه پروگرسیو پاور متال ایتالیایی لابیرنت پیوست و با نام هنری جو تری تا سال ۱۹۹۶ به عنوان خواننده در این گروه باقی‌ماند. حاصل کار او با گروه لابیرنت یک آلبوم دمو و یک آلبوم EP در سال ۱۹۹۵ و یک آلبوم استودیویی با عنوان هیچ محدودیتی نیست در سال ۱۹۹۶ بود. لیونه سپس به گروه پروگرسیو هارد راک آتنا از توسکانی ایتالیا پیوست تا به عنوان خواننده در دومین آلبوم این گروه با آنان همکاری کند. این آلبوم مذهبی تازه؟ نام داشت و در سال ۱۹۹۸ منتشر شد.

### ویژن دیواین
در سال ۱۹۹۸ اولاف تورسن، گیتاریست گروه لابیرنت، «ویژن دیواین» را به‌عنوان پروژهٔ سولوی خود با سبک پراگرسیو متال بنیاد گذاشت اما دیری نپایید که فابیو لیونه به عنوان خواننده به او پیوست و گروه جدیدی شکل گرفت. دو آلبوم نخست گروه به نام‌های ویژن دیواین در سال ۱۹۹۹ و فرشته‌ای برایم بفرست در سال ۲۰۰۲ با صدای او منتشر شد اما این همکاری تا سال ۲۰۰۴ بیشتر ادامه نیافت و فابیو لیونه به دلیل مشکلات ناشی از امضای قرارداد جدیدش به عنوان خوانندهٔ گروه راپسودی با شرکت ضبط موسیقی مجیک سیرکل میوزیک و تداخل فعالیت‌هایش در هر دو گروه مجبور به ترک ویژن دیواین گردید. پس از این جدایی میکله لوپی به عنوان خوانندهٔ جدید جایگزین لیونه شد و تا سال ۲۰۰۸ در گروه باقی‌ماند، اما او در این سال گروه را ترک کرد و لیونه پس از تقریباً ۵ سال بار دیگر به عنوان خوانندهٔ اصلی در سال ۲۰۰۸ به ویژن دیواین پیوست و آلبوم ۹ درجه در غرب ماه با صدای او در سال ۲۰۰۹ منتشر شد. مقصدی تعیین نشده است هفتمین آلبوم استودیویی ویژن دیواین و چهارمین آلبوم گروه با صدای لیونه است که در ۱۴ سپتامبر ۲۰۱۲ انتشار یافت.

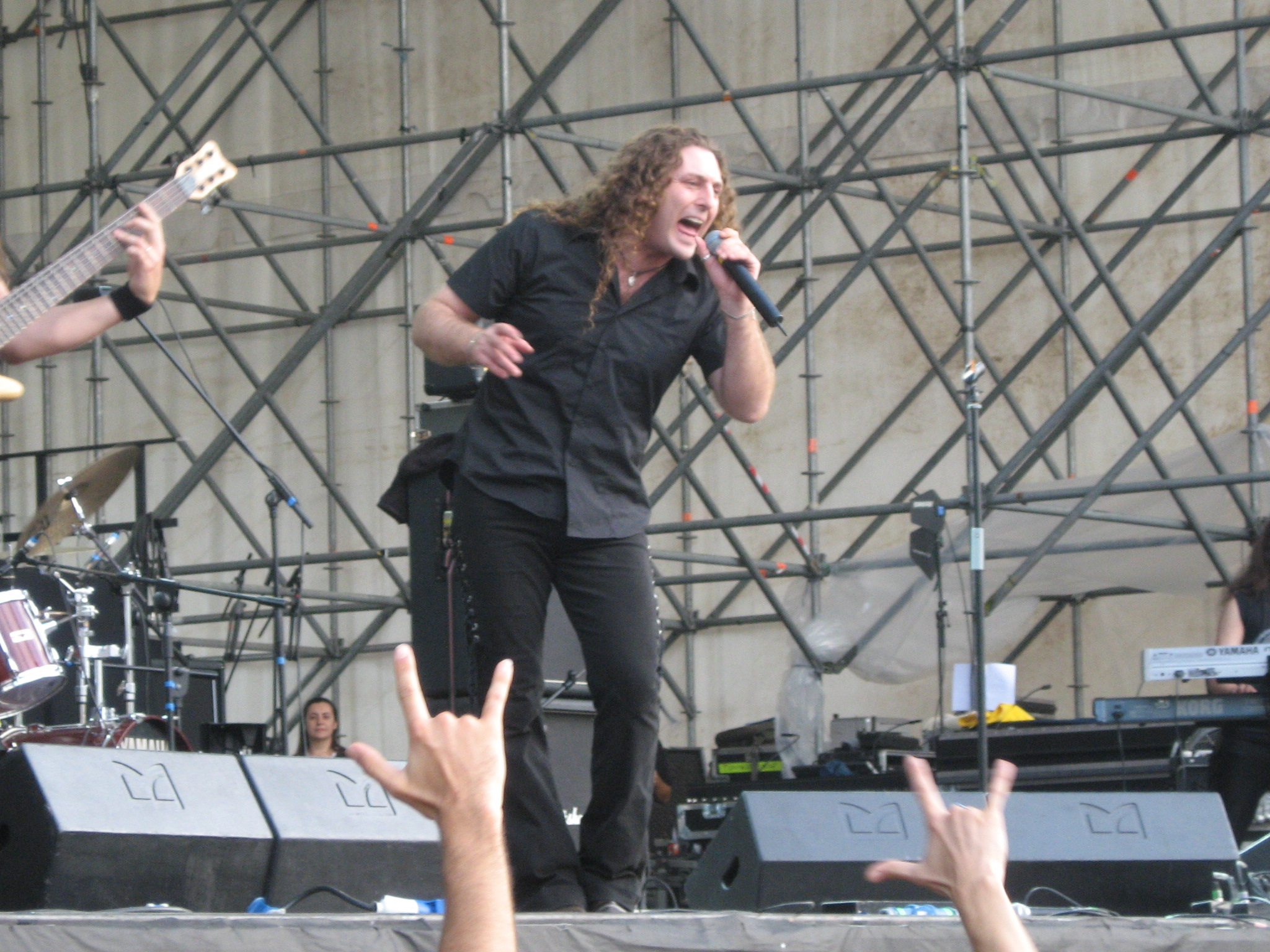
فابیو لیونه در حال اجرا با گروه ویژن دیواین در فستیوال راکین فیلد در میلان، ۲۰۰۸

### راپسودی آو فایر
در ۱۹۹۳ گروهی با نام تاندرکراس در تریستهٔ ایتالیا شکل گرفت که در سال ۱۹۹۵ به راپسودی تغییر نام داد. کریستیانو آداکر نخستین خوانندهٔ گروه بود که پس از انتشار دو آلبوم دمو از گروه جدا شد و در سال ۱۹۹۵ فابیو لیونه به عنوان خوانندهٔ جدید به گروه پیوست. بدین ترتیب اولین آلبوم استودیویی راپسودی با صدای او با نام داستان‌های افسانه‌ای در سال ۱۹۹۷ منتشر شد. فابیو لیونه حضوری موفق در این گروه داشت و تا سال ۲۰۱۲، ۹ آلبوم استودیویی و ۲ آلبوم چندآهنگه را با گروه راپسودی که در سال ۲۰۰۶ به دلیل مسایل حقوقی مجبور به تغییر نام خود به راپسودی آو فایر شدند ضبط کرد. در سال ۲۰۱۱ لوکا توریلی، گیتاریست و بنیان‌گذار گروه، از آلکس استاروپولی، نوازندهٔ کیبورد و دیگر بنیان‌گذار گروه راپسودی جدا شد و گروه جدیدی با نام لوکا توریلیز راپسودی را همراه با پاتریس گر، نوازندهٔ گیتار بیس و دومینیک لورکین، نوازندهٔ گیتار راپسودی آو فایر که آنان نیز از گروه جدا شده بودند شکل داد. با وجود این فابیو لیونه در راپسودی آو فایر و در کنار آلکس استاروپولی، تام هس، نوازندهٔ گیتار و الیور هولتزوارت، نوازندهٔ درام، باقی‌ماند. این گروه پس از جذب اعضای جدید، تور جهانی خود برای آلبوم از آشوب تا جاودانگی را از آوریل ۲۰۱۲ آغاز نمود که تا ژوئن ۲۰۱۲ به طول انجامید.

### کملوت
فابیو لیونه پس از جدایی روی خان از گروه پاور متال آمریکایی کملوت، به عنوان خوانندهٔ جایگزین برای به پایان‌رساندن تور آلبوم Poetry for the Poisoned از سوی این گروه در تاریخ ۱۶ دسامبر ۲۰۱۰ معرفی شد. تامس یانگ‌بلاد، گیتاریست گروه کملوت، دلیل برگزیدن لیونه به‌عنوان خوانندهٔ موقت گروه را در مصاحبه‌ای در ۱۱ مهٔ ۲۰۱۱ چنین بیان داشت: «تهیه‌کنندهٔ ما ساشا پیت که درعین حال با گروه راپسودی آو فایر نیز کار کرده است فابیو را پیشنهاد داد زیرا می‌دانست که او توانایی خواندن هرچیزی را دارد.»

### جی استورم
فابیو لیونه علاوه بر فعالیت در گروه‌های متال، در سال ۲۰۰۰ و تحت نام جِی. استورم دست به انتشار آلبومی در سبک یوروبیت زد. با وجود این او اعلام داشت که این تنها آلبوم او در سبک یوروبیت خواهد بود.

## آلبوم‌شناسی
به عنوان خواننده اصلی
| سال  | نام گروه         | آلبوم/تک‌آهنگ/EP                                     | توضیحات                                                                                |
| ---- | ---------------- | --------------------------------------------------- | -------------------------------------------------------------------------------------- |
| ۱۹۹۷ | Rhapsody of Fire | Legendary Tales                                     | آلبوم استودیویی                                                                        |
| ۱۹۹۸ | Rhapsody of Fire | Symphony of Enchanted Lands                         | آلبوم استودیویی                                                                        |
| ۱۹۹۸ | Rhapsody of Fire | Emerald Sword                                       | تک‌آهنگ                                                                                 |
| ۲۰۰۰ | Rhapsody of Fire | Dawn of Victory                                     | آلبوم استودیویی                                                                        |
| ۲۰۰۰ | Rhapsody of Fire | Holy Thunderforce                                   | تک‌آهنگ                                                                                 |
| ۲۰۰۱ | Rhapsody of Fire | Rain of a Thousand Flames                           | آلبوم استودیویی                                                                        |
| ۲۰۰۲ | Rhapsody of Fire | Power of the Dragonflame                            | آلبوم استودیویی                                                                        |
| ۲۰۰۴ | Rhapsody of Fire | The Dark Secret                                     | EP                                                                                     |
| ۲۰۰۴ | Rhapsody of Fire | Symphony of Enchanted Lands II: The Dark Secret     | آلبوم استودیویی                                                                        |
| ۲۰۰۵ | Rhapsody of Fire | The Magic of the Wizard's Dream                     | تک‌آهنگ اجرای تکی و دوئت با کریستوفر لی به زبان‌های انگلیسی، آلمانی، ایتالیایی و فرانسوی |
| ۲۰۰۶ | Rhapsody of Fire | Live In Canada 2005: The Dark Secret                | آلبوم زنده                                                                             |
| ۲۰۰۶ | Rhapsody of Fire | Triumph or Agony                                    | آلبوم استودیویی                                                                        |
| ۲۰۱۰ | Rhapsody of Fire | The Frozen Tears of Angels                          | آلبوم استودیویی                                                                        |
| ۲۰۱۰ | Rhapsody of Fire | The Cold Embrace of Fear – A Dark Romantic Symphony | EP                                                                                     |
| ۲۰۱۱ | Rhapsody of Fire | From Chaos to Eternity                              | آلبوم استودیویی                                                                        |
| ۱۹۹۹ | Vision Divine    | Vision Divine                                       | آلبوم استودیویی                                                                        |
| ۲۰۰۲ | Vision Divine    | Send Me An Angel                                    | آلبوم استودیویی                                                                        |
| ۲۰۰۹ | Vision Divine    | 9 Degrees West of the Moon                          | آلبوم استودیویی                                                                        |
| ۲۰۱۲ | Vision Divine    | Destination Set To Nowhere                          | آلبوم استودیویی                                                                        |
| ۱۹۹۸ | Athena           | New Religion?                                       | آلبوم استودیویی                                                                        |
| ۱۹۹۵ | Labyrinth        | Midnight Resistance                                 | دمو                                                                                    |
| ۱۹۹۵ | Labyrinth        | Piece of Time                                       | EP                                                                                     |
| ۱۹۹۶ | Labyrinth        | No Limits                                           | آلبوم استودیویی                                                                        |
| ۲۰۰۰ | J. Storm         | Eurobeat Songs                                      | یوروبیت                                                                                |

## به عنوان خواننده مهمان
| سال  | نام گروه              | نام آلبوم                                         | نام ترک                                                 | توضیحات                            |
| ---- | --------------------- | ------------------------------------------------- | ------------------------------------------------------- | ---------------------------------- |
| ۱۹۹۹ | Ayreon                | Universal Migrator Part 2: Flight of the Migrator | Through the Wormhole                                    | ترک شمارهٔ ۶                        |
| ۲۰۰۱ | Beto Vázquez Infinity | Beto Vázquez Infinity Battle of Valmourt          | The Battle of the Past Battle Of Valmourt               | ترک شمارهٔ ۳ ترک شمارهٔ ۱ (دوئت)     |
| ۲۰۰۸ | Saintsinner           | New Places                                        | Wings                                                   | ترک شمارهٔ ۳                        |
| ۲۰۱۰ | Sebastien             | Tears Of White Roses                              | Dorian Fields Of Chlum (1866 A.D.)                      | ترک‌های شمارهٔ ۳ و ۸                 |
| ۲۰۱۰ | Spellblast            | Battlecry                                         | History of A Sige: Heroes History of a Siege: Slaughter | ترک‌های شمارهٔ ۳ و ۸                 |
| ۲۰۱۱ | 4th Dimension         | The White Path to Rebirth                         | A New Dimension                                         | ترک شمارهٔ ۶                        |
| ۲۰۱۱ | Infinity Overture     | The Infinite Overture Part 1                      | The Hunger                                              | دوئت با آماندا سامرویل ترک شمارهٔ ۱ |
| ۲۰۱۱ | No Gravity            | Worlds in Collision                               | Voices from the Past                                    | ترک شمارهٔ ۴                        |
| ۲۰۱۱ | Infinita Symphonia    | A Mind's Chronicle                                | Here There's No Why                                     | ترک شمارهٔ ۶                        |
| ۲۰۱۱ | Opening Scenery       | Mystic Alchemy                                    | Mystic Alchemy Part I: The Final Destination            | ترک شمارهٔ ۷                        |
| ۲۰۱۱ | Vexillum              | The Wandering Notes                               | The Traveller                                           | ترک شمارهٔ ۹                        |
| ۲۰۱۲ | Teodasia              | Upwards                                           | Lost Words of Forgiveness                               | دوئت با پریسیلا فیاتزا ترک شمارهٔ ۴ |
| ۲۰۱۲ | Thy Majestie          | ShiHuangDi                                        | End of the days                                         | ترک شمارهٔ ۱۰                       |